# In the Moonlight
Albums de Loituma
Things of Beauty ...
In the Moonlight est un album de Loituma, sorti en 1999. Il s'appelle kuutamolla en Finlande.

## Pistes
1. "Hiekkarantakuhertelua / Beach Cooing" – 3:42
2. "Tahden Lentaessa / Shooting Star" – 5:02
3. "Kultaansa Kuuleva / Hearing his Beloved" - 3:48
4. "Laulu Laiskana Pitavi / Singing Keeps you Lazy" - 3:29
5. "Nuustielle / Back to Sniff Road" - 2:34
6. "Utu / Haze" - 4:24
7. "Inttajaispolska / Dissertation Polska" - 3:15
8. "Menuetti / Minuet" - 5:00
9. "Mikaelin Kirkonkellot / The Bells of St. Michael's" - 5:44
10. "Kuutamolla Kahden / Te quiero Dijiste" - 4:40
11. "Salaisa Kyyneleita / Secret Tears" - 3:24